# Паскуаль, Клаудия
Клаудия Паскуаль Грау (исп. Claudia Pascual Grau; родилась 14 декабря 1972 года в Сантьяго) — социальный антрополог и политическая деятельница из Чили, активистка Коммунистической партии.
11 марта 2014 года назначена на должность министра-директора Национальной службы по делам женщин, став первым за 41 год представителем компартии в кабинете министров страны. 3 июня 2016 года была официально назначена министром по делам женщин и гендерному равенству.

## Биография
Изучала социальную антропологию в Чилийском университете. Преподавала в различных чилийских учебных заведениях, включая университеты, профсоюзные школы и женские школы. Также была координатором Программы по профилактике употребления наркотиков и алкоголя Управления по делам студентов Чилийского университета.
С 13-летнего возраста является членом Коммунистической молодёжи Чили и Коммунистической партии Чили (КПЧ), в которой была региональным секретарем, членом Центрального комитета и национальным комиссаром по делам женщин.
В 2001 и 2005 годах была кандидатом в депутаты по округу Сантьяго от КПЧ, но с результатами 3 % и 6,5 % соответственно ни разу не была избрана. В период с 2002 по 2005 год была исполнительным секретарём Научного института им. Алехандро Липшуца (ICAL).
На местных выборах 2008 года была избрана членом муниципального совета коммуны Сантьяго, заняв второе место. На выборах 2012 года была переизбрана как самый популярный кандидат с 10 %. Была местным депутатом до 5 марта 2014 года.
24 января 2014 года избранный президент Мишель Бачелет назначила её министром-директором Национальной службы по делам женщин. Вступила в должность в составе нового правительства 11 марта 2014 года, таким образом, став первой из коммунистических активистов, кто вошёл в чилийское правительство со времён военного переворота 1973 года, свергнувшего президента Сальвадора Альенде.

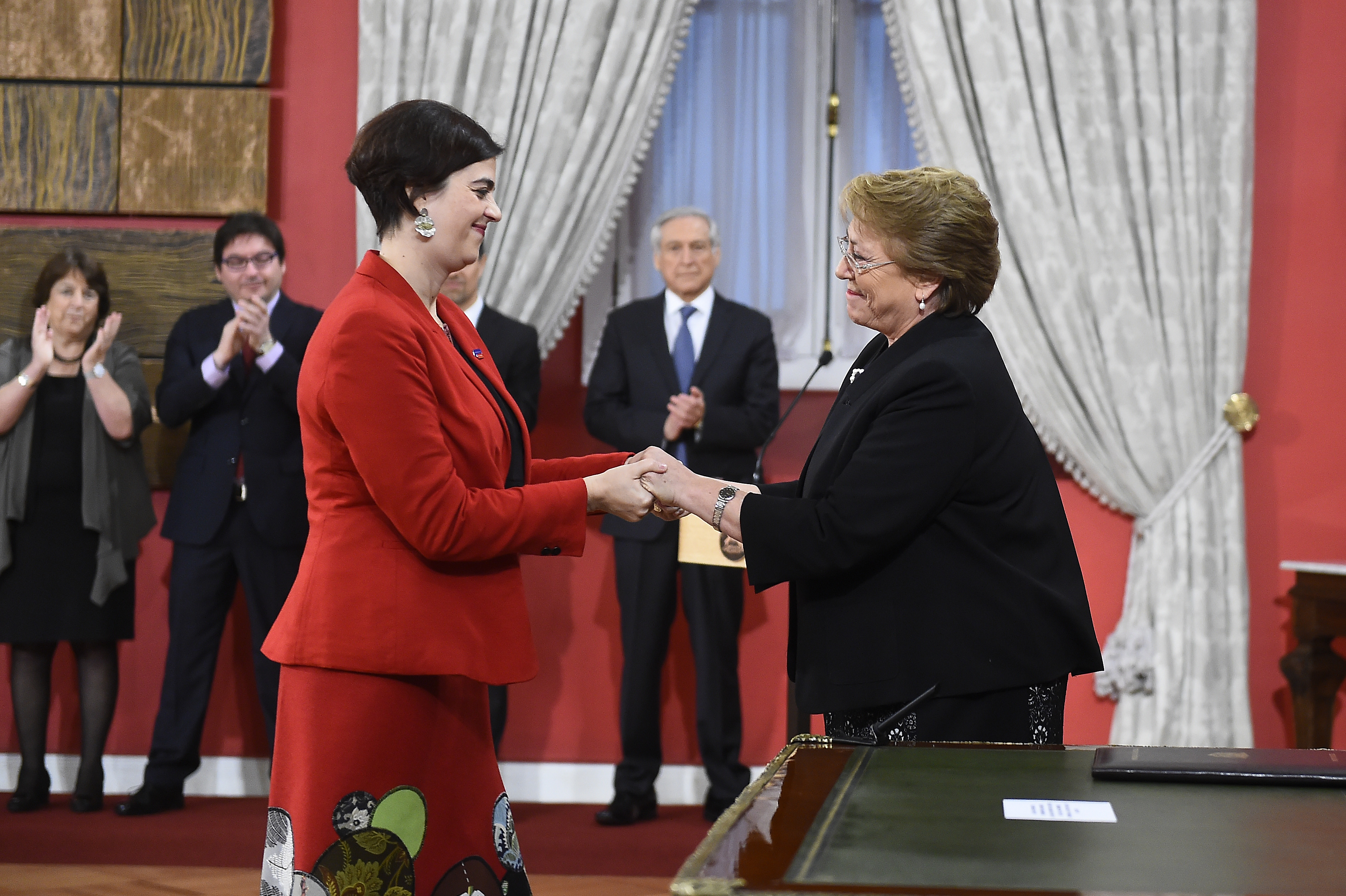
Президент Мишель Бачелет назначает Клаудию Паскуаль министром по делам женщин и гендерного равенства 3 июня 2016 г.

3 июня 2016 года президент Мишель Бачелет назначила Паскуаль первой в истории страны министром по делам женщин и гендерного равенства (пост был учреждён в соответствии с законом 20820 от 20 марта 2015 года и вступил в силу 1 июня 2016 года). Занимала его до 11 марта 2018 года.